# بطولة ويمبلدون 1975
هنا قائمة ببطولات ويمبلدون لسنة 1975:

## الكبار

### فردي رجال
أرثر أش هزم  جيمي كونرز 6-1 6-1 5-7 6-4

### فردي سيدات
بيلي جين كينغ هزم  إيفون غولاغونغ 6-0 6-1 (75 دقيقة)

### زوجي رجال
ساندي ماير و فيتاس غيرولايتيس هزم  كولين داودسويل و آلن ستون 7-5 8-6 6-4

### زوجي سيدات
آن كيمورا و كازوكو سوماتسو هزم  فرانسيس دور و بيتي ستوف 7-5 1-6 7-5

### زوجي مختلط
مارتي رسن و مارغريت سميث كورت هزم  آلن ستون و بيتي ستوف 6-4 7-5

## الشباب

### فردي أولاد
كريس لويس (تنس) هزم  ريكاردو ياكازا 6-1 6-4

### فردي بنات
Natasha Chmyreva هزم  ريجينا مارشيكوفا 6-4 6-3

### زوجي أولاد
بدأت البطولة في 1982

### زوجي بنات
بدأت البطولة في 1982